# Die Wildnisse der Welt
Die Wildnisse der Welt (Originaltitel: The World’s Wild Places) ist eine Buchreihe der Time-Life-Bücher, die in den 1970er Jahren erschien. Die Reihe umfasst 28 Bände mit vielen farbigen Abbildungen und Naturfotografien. Darin werden Flora und Fauna verschiedener Wildnisse der Erde vorgestellt. Zahlreiche Fachberater wirkten an den einzelnen Bänden mit. Die deutschen Übersetzungen wurden ab 1973 von Time-Life Books B.V. in Amsterdam herausgegeben, sie erschienen in mehreren, teils redaktionell neu bearbeiteten Auflagen bis Anfang der 1990er Jahre.

## Bände
| Band | Titel                        | Autoren                         | Wiss. Berater  | Übersetzer                  | Fotos         | Auflagen |
| ---- | ---------------------------- | ------------------------------- | -------------- | --------------------------- | ------------- | -------- |
| 1    | Das afrikanische Rift Valley | Colin Willock                   |                |                             |               |          |
| 2    | Der Amazonas                 | Tom Sterling                    | Nicholas Guppy | Christel und Helmut Wiemken |               |          |
| 3    | Der Grand Canyon             | Robert Wallace                  |                |                             |               |          |
| 4    | Die Anden                    | Tony Morrison                   |                | Jürgen Schwab               |               |          |
| 5    | Neuguinea                    | Roy D. Mackay                   |                |                             | Eric Lindgren |          |
| 6    | Die Inselwelt der Karibik    | Peter Wood                      |                |                             |               |          |
| 7    | Die Nordwestküste Amerikas   | Richard L. Williams             |                |                             |               |          |
| 8    | Die Sierra Madre             | Donald Dale Jackson, Peter Wood |                |                             |               |          |
| 9    | Das unbekannte Europa        | Douglas Botting                 |                |                             |               |          |
| 10   | Das Kaktusland               | Edward Abbey                    |                | Bernd Rullkötter            |               |          |
| 11   | Russland: Wüsten und Berge   | George St. George               |                |                             |               |          |
| 12   | Labrador                     | Robert Stewart                  |                |                             |               |          |
| 13   | Borneo                       | John MacKinnon                  |                |                             |               |          |
| 14   | Das große Barrier-Riff       | Craig McGregor                  |                |                             |               |          |
| 15   | Alaska                       | Dale Brown                      |                |                             |               |          |
| 16   | Hawaii                       | Robert Wallace                  |                |                             |               |          |
| 17   | Das Mississippi-Delta        | Peter S. Feibleman              |                |                             |               |          |
| 18   | Lappland                     | Walter Marsden                  |                |                             |               |          |
| 19   | Die Wildnisse Neuenglands    | Ogden Tanner                    |                |                             |               |          |
| 20   | Die Dschungel Mittelamerikas | Don Moser                       |                |                             |               |          |
| 21   | Die Everglades von Florida   | Archie Carr                     |                |                             |               |          |
| 22   | Die Rocky Mountains          | Bryce S. Walker                 |                |                             |               |          |
| 23   | Die Sahara                   | Jeremy Swift                    |                |                             |               |          |
| 24   | Der Himalaya                 | Nigel Nicolson                  |                |                             |               |          |
| 25   | Niederkalifornien            | William Weber Johnson           |                |                             |               |          |
| 26   | Der Australische Busch       | Ian Moffitt                     |                |                             |               |          |
| 27   | Die Wälder Kanadas           | Percy Knauth                    |                |                             |               |          |
| 28   | Das Land der Canyons         | Jerome Doolittle                |                |                             |               |          |